# Municipalité de Rietavas
La municipalité de Rietavas (en lituanien : Rietavo savivaldybė) est l'une des soixante municipalités de Lituanie. Son chef-lieu est Rietavas.

## Seniūnijos de la municipalité de Rietavas
- Daugėdų seniūnija (Daugėdai)
- Medingėnų seniūnija (Medingėnai)
- Rietavo seniūnija (Rietavas)
- Rietavo miesto seniūnija (Rietavas)

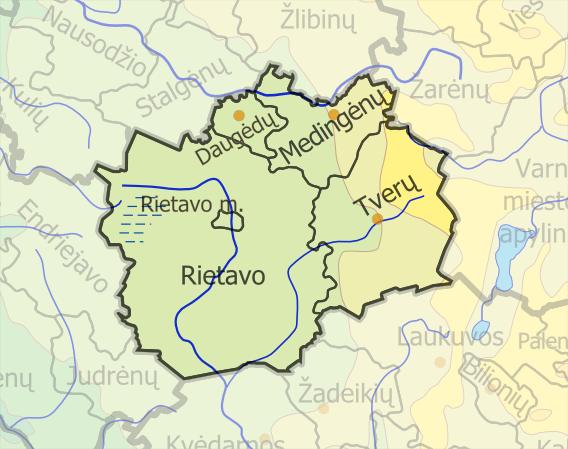
Seniūnijos de la municipalité de Rietavas.

- Tverų seniūnija (Tverai)